# 캐시 휠러
대쉬 와일더(Dash Wilder)는 본명은 다니엘 마샬 휠러(Daniel Marshall Wheeler, 1987년 5월 17일 ~ )라고 한다. 미국의 남자 프로레슬링선수다. 2005년 프로레슬링 입문했고, 키는 177cm 몸무게는 101kg이다. 주로 2014년 ~ 2017년까지는 WWE NXT에서 활동을 했지만 스캇 도슨하고 같이 2017년 4월 3일 WWE Raw에서 팀 리바이벌이라는 등장을 한다. 피니쉬는 더블 니 페이스브레이커로 사용을 한다.

## 수상
- NWA 아나키 태그팀 챔피언 2회 - 데릭 드라이버
- NWA 아나키 텔레비전 챔피언 1회
- 레슬포스 태그팀 챔피언 1회 - 존 스카일러
- WWE NXT 태그팀 챔피언 2회 - 스캇 도슨
- WWE RAW 태그팀 챔피언 2회 - 스캇 도슨
- WWE 스맥다운 태그팀 챔피언 1회 - 스캇 도슨
- WWE 24/7 챔피언 1회 - 스캇 도슨 (공동 챔피언)
- AEW 월드 태그팀 챔피언 2회 - 댁스 하워드